# 寺台
寺台（てらだい）は、千葉県成田市の大字。郵便番号286-0022。

## 歴史
成田の薬師堂にある木造薬師如来像胎内（1581年）の銘や1591年（天正19年）の検地帳から、埴生庄の一部であったことが確認されている。
字保目には、馬場伊勢守勝政が居城とし、1590年に海保甲斐守三吉が徳川家康から与えられたと伝えられる寺台城があった。
近世には佐倉藩領となるが、小野忠明の領地となったこともある。
本陣・脇本陣・旅籠屋が置かれる香取鹿島街道（勅使街道）の宿場であったが、次第に宿場的色彩が強くなった隣の成田村の旅籠に旅人を奪われるようになった。1830年（天保元年）の大火もあって村民の生活が悪化したため、成田村の賃取馬・駕籠の全面差止めの訴訟を起こすが、1846年に人馬の継立てを両村で半月ごとに交替することで決着した。
1930年には有料の展望施設として通天閣が建設されたが、1940年に空襲の標的になるとして解体された。

## 世帯数と人口
2021年（令和3年）9月30日現在の世帯数と人口は以下の通りである。
| 大字 | 世帯数  | 人口    |
| ---- | ------- | ------- |
| 寺台 | 521世帯 | 1,038人 |

## 交通

### 道路
- 国道　以下が寺台インターチェンジで接続されている；
  - 国道51号
  - 国道295号
  - 国道408号

### 鉄道
かつて成田鉄道多古線の東成田駅があった。